# Борово (община)
Вижте пояснителната страница за други значения на Борово.
Община Борово се намира в Северна България и е една от съставните общини на Област Русе.

## География

### Географско положение, граници, големина
Общината се намира в югозападната част на Област Русе. С площта си от 252,227 km2 е най-малката сред 8-те общини на областта, което съставлява 8,71% от територията на областта. Границите ѝ са следните:
- на североизток – община Иваново;
- на изток – община Две могили;
- на юг – Община Бяла
- на запад – община Ценово;
- на север – Румъния.

### Природни ресурси

#### Релеф
Територията на община Борово се намира на границата между западната част на Източната Дунавска равнина и източната част на Средната Дунавска равнина, като заема най-издигнатата част от междуречието между долните течения на реките Янтра и Русенски Лом. Релефът на общината е равнинно хълмист, с надморска височина от 30 – 50 m на северозапад до 300 m на югоизток, като благоприятства за развитие на земеделието и улеснява изграждането на транспортна и техническа инфраструктура. Най-високата ѝ точка връх Сивритепе (309,7 m) се намира западно от град Борово, а най-ниската ѝ точка от 17 m н.в. – на брега на река Дунав, североизточно от село Батин. Крайния северозападен ъгъл на общината се заема от източната част на малката Батинска низина (5 km2), разположена покрай десния бряг на Дунав.

#### Води, климат, растителност
По северната граница на общината с Румъния на протежение от 10 km (от km 521 до km 531, километрите се отчитат нагоре от устието на реката) преминава част от течението на река Дунав. В нея, северно от село Батин е разположен остров Батин, втория по големина (4,2 km2) български дунавски остров.
Климатът е умерено континентален. Летните суховеи и недостатъчните валежи причиняват ерозия на почвата. Характерни за зимния сезон са силните североизточни ветрове, които нанасят поражения на посевите, създават транспортно-комуникационни и битови проблеми. Съчетанието от релеф, [[климат, води и почвено разнообразие дават възможности за отглеждане предимно на зърнени и фуражни култури и лозя.
За разлика от по-голямата част на Област Русе, чиято растителност е с бедно биоразнообразие, в община Борово растителността се характеризира със сравнително големи естествени горски масиви, като преобладават иглолистните и смесените гори.

#### Разпределение на земите
От общата площ на общината 74,44% е селскостопанския фонд, 15,17% е горски фонд, 4,48% фонд населени места, 5,91% пътища, водни площи и др. По форми на собственост територията на общината е разпределена както следва: частна собственост – 58,13%; държавна собственост – 17,94%; общинска собственост – 13,17%; собственост на юридически лица – 10,76 %.

## Население

### Етнически състав
Численост и дял на етническите групи според преброяването на населението през 2011 г., по населени места (подредени по азбучен ред):
| Населено място | Численост | Численост | Численост | Численост | Численост | Численост           | Численост     | Населено място | Дял (в %) | Дял (в %) | Дял (в %) | Дял (в %) | Дял (в %)           | Дял (в %)     |
| Населено място | Общо      | Българи   | Турци     | Цигани    | Други     | Не се самоопределят | Не отговорили | Населено място | Българи   | Турци     | Цигани    | Други     | Не се самоопределят | Не отговорили |
| Общо           | 6101      | 3791      | 1005      | 1000      | 28        | 29                  | 248           | 100.00         | 62.13     | 16.46     | 16.39     | 0.45      | 0.47                | 4.06          |
| -------------- | --------- | --------- | --------- | --------- | --------- | ------------------- | ------------- | -------------- | --------- | --------- | --------- | --------- | ------------------- | ------------- |
| Батин          | 596       | 213       | 366       | 10        |           |                     | 5             | Батин          | 35.73     | 61.40     | 1.67      |           |                     | 0.83          |
| Борово         | 2045      | 1653      | 115       | 19        | 15        | 13                  | 230           | Борово         | 80.83     | 5.62      | 0.92      | 0.73      | 0.63                | 11.24         |
| Брестовица     | 269       | 247       | 17        |           |           |                     | 1             | Брестовица     | 91.28     | 6.31      |           |           |                     | 0.37          |
| Волово         | 168       | 108       | 58        | 0         |           |                     | 0             | Волово         | 64.28     | 34.52     | 0.00      |           |                     | 0.00          |
| Горно Абланово | 1081      | 557       | 33        | 486       |           |                     | 0             | Горно Абланово | 51.52     | 3.05      | 44.95     |           |                     | 0.00          |
| Екзарх Йосиф   | 532       | 508       | 8         |           |           |                     | 3             | Екзарх Йосиф   | 95.48     | 1.50      |           |           |                     | 0.56          |
| Обретеник      | 1410      | 505       | 408       | 476       | 9         | 9                   | 9             | Обретеник      | 35.81     | 28.93     | 33.75     | 0.63      | 0.63                | 0.63          |

### Движение на населението (1934 – 2021)
| Община Борово                                 | Община Борово | Община Борово | Община Борово | Община Борово | Община Борово | Община Борово | Община Борово | Община Борово | Община Борово | Община Борово | Община Борово |
| --------------------------------------------- | ------------- | ------------- | ------------- | ------------- | ------------- | ------------- | ------------- | ------------- | ------------- | ------------- | ------------- |
| Година                                        | 1934          | 1946          | 1956          | 1965          | 1975          | 1985          | 1992          | 2001          | 2011          | 2021          |               |
| Население                                     | 13440         | 14708         | 13761         | 13199         | 11827         | 9748          | 8889          | 7905          | 6101          | 4068          |               |
| Източници: Национален Статистически Институт, |               |               |               |               |               |               |               |               |               |               |               |

### Населени места
Общината има 7 населени места с общо население от 4068 жители към 7 септември 2021 г.
| Населено място | Население (2021 г.) | Площ на землището km2 | Забележка (старо име) | Населено място | Население (2021 г.) | Площ на землището km2 | Забележка (старо име)           |
| -------------- | ------------------- | --------------------- | --------------------- | -------------- | ------------------- | --------------------- | ------------------------------- |
| Батин          | 411                 | 38,722                |                       | Горно Абланово | 489                 | 64,246                |                                 |
| Борово         | 1623                | 37,264                | Горна Манастирица     | Екзарх Йосиф   | 366                 | 37,779                | Кара коджалии                   |
| Брестовица     | 182                 | 20,310                | Брястовица            | Обретеник      | 893                 | 38,948                |                                 |
| Волово         | 104                 | 14,958                | Долна Манастирица     | ОБЩО           | 4068                | 252,227               | няма населени места без землища |

## Административно-териториални промени
- МЗ № 2820/обн. 14 август 1934 г. – преименува с. Балабанлии на с. Горазд;

– преименува с. Кара коджалии на с. Екзарх Йосиф;
- Указ № 1273/обн. 4 септември 1948 г. – заличава с. Горазд и го присъединява като квартал на с. Горна Манастирица;
- Указ № 107/обн. 13 март 1951 г. – преименува с. Долна Манастирица (Долньо Манастирци, Долна Мънастирица) на с. Волово;
- Указ № 79/обн. 11 февруари 1958 г. – преименува с. Горна Манастирица на с. Борово;
- Указ № 960/обн. 4 януари 1966 г. – уточнява името на с. Брястовица на с. Брестовица;
- Указ № 290/обн. 7 септември 1984 г. – признава с. Борово за гр. Борово.

## Транспорт
В югоизточната част на общината, през общинския център град Борово преминава участък от 6,6 km от жп линията Русе – Горна Оряховица – Стара Загора – Димитровград – Подкова. Жп гара Борово е оборудвана със съоръжения за товаро-разтоварни дейности.
През общината преминават частично 5 пътя от Републиканската пътна мрежа на България с обща дължина 45,2 km:
- участък от 13,1 km от Републикански път I-5 (от km 32,8 до km 45,9);
- участък от 12,5 km от Републикански път II-52 (от km 19,8 до km 32,3). На територията на общината пътят не е изграден и представлява полски път;
- участък от 6,6 km от Републикански път III-501 (от km 38,8 до km 45,4);
- последният участък от 4,7 km от Републикански път III-5101 (от km 2,4 до km 7,1);
- последният участък от 8,3 km от Републикански път III-5402 (от km 7,3 до km 15,6).

В сравнително добро състояние са и общинските пътища.
Общината разполага с добре развита съобщителна мрежа. Осигурено е автоматично телефонно избиране на всички селища от общината и телефонна връзка с всички градове в България. От лятото на 2002 г. в град Борово и село Горно Абланово има Интернет. В общината има отлично покритие на M-tel и сравнително добро покритие на Globul и Вивател.
Всички селища са електрифицирани и водоснабдени, без режими на ток и вода. В общинския център има частична канализация за отпадните води и се изгражда ГПСОВ.

## Топографска карта
- Лист от карта K-35-4. Мащаб: 1 : 100 000.
- Лист от карта K-35-16. Мащаб: 1 : 100 000.